# Старий Клатовський канал
Старий Клатовський канал (словац. Starý Klátovský kanál) — канал; впадає в Клатовський канал, протікає в окрузі Дунайська Стреда.
Довжина приблизно 18.3 км. Витік знаходиться в Дунайській рівниині. Впадає канал Томашов-Легниці.
Протікає територією сіл Горна Потуонь; Легниці; Міхал-на-Острові; Орехова Потуонь; Вельке Благово; Відрани; Вельке Дворніки; Мале Дворники; Дунайський Клатов і міста Дунайська Стреда.